# 帕夫利克·莫罗佐夫
帕维尔·特罗菲莫维奇·莫罗佐夫（俄语：Па́вел Трофи́мович Моро́зов，1918年11月14日 – 1932年9月3日），通常被称作小帕夫利克，是苏联一位被宣扬为烈士的少年。1932年，这位时年13岁的男孩向当局告发其父亲，随后被他的家人报复杀害。他的故事成为各种读物、歌曲、戏剧、一部交响诗、一部完整的歌剧和六本传记的题材，而这一热潮对数代儿童的道德准则造成了深远的影响。关于其故事本身，只有极少的原始材料可以佐证，大多数关于其故事的说法都来自转述。根据当代的一些研究，虽然帕夫利克确实是一名被杀害的儿童，但其故事很有可能是虚假的。《白净草原》這部由谢尔盖·米哈伊洛维奇·艾森施泰因所执导、拍摄于1937年的电影，即是以莫罗佐夫的故事作为原型，不过这部电影并未公映。

## 宣传版本的故事
这个故事流传最广的版本是这样的：莫罗佐夫出生于乌拉尔州格拉西莫夫卡村──一个位于叶卡捷琳堡（后曾被更名为斯维尔德洛夫斯克）东北方向350公里处的村庄──的一个贫农家庭。莫罗佐夫投身于共产主义事业，在学校是少先队的领袖，还是斯大林集体农庄的支持者。1932年，13岁的莫罗佐夫向政治警察格别乌告发其父亲。据称，莫罗佐夫的父亲是村苏维埃的主席，曾经“伪造文件，并将它们出售给匪帮和苏维埃政权的敌人”（据判决书）。因此，老莫罗佐夫，即特罗菲姆·莫罗佐夫被判处10年徒刑，并被投入了劳改营，随后被处决。帕夫利克的家人对他的行为感到难以容忍。1932年9月3日，他的叔叔、祖父、祖母和一位堂兄弟联手将他和他的弟弟杀害。除了他的叔叔之外，所有参与这起谋杀的人均被格别乌逮捕，随后遭到枪决。
来自苏联各地的数以千计的电报要求法庭对杀害帕夫利克的凶手绝不留情。苏联政府宣布帕夫利克·莫罗佐夫为被反动派杀害的光荣烈士。苏联政府设立了帕夫利克的塑像，还有大量的学校和少年团体以他的名字命名。基于他的故事，还诞生了一部歌剧和多首歌曲。莫罗佐夫生前所在的学校变成了一处圣地，来自苏联各地的孩子在学校组织的旅行活动中看到此地参观。 
在特罗菲姆·莫罗佐夫案件的调查过程中，他的妻子，塔缇娜·莫罗佐娃，也就是帕维尔的母亲，宣称特罗菲姆·莫罗佐夫经常殴打她，并带回出售伪造文件获得的各种报酬。而13岁的帕维尔也肯定了她的证词。

## 后世调查和争论
苏联解体之后，开始有一些证据出现，证明帕夫利克·莫罗佐夫的“传奇故事”实际上是捏造出来的。
20世纪80年中期，被驱逐出蘇聯作家協會的异见作家尤里·德鲁日尼科夫进行了一项调查。他会见了一些仍然在世的目击证人，随后写了一本关于帕夫利克的书籍，其内容最初刊登在秘密出版物上，随后于1988年在英国以俄文（Юрий Дружников, Доносчик 001, или Вознесение Павлика Морозова）出版，不久又被翻译成多种语言。最早的英文译本出现于1996年，并冠以"Informer 001: The Myth of Pavlik Morozov"(《告密者001：帕夫利克·莫罗佐夫的神话》)这一题目。在书中，德鲁日尼科夫对苏联宣传的帕夫利克的生平进行了全面的批驳，比如，关于帕夫利克去世时的年龄，苏联的宣传就有多个不同的版本，并曾使用过不同男孩的照片。甚至，帕夫利克被杀时还不是一名少先队员。苏联的宣传部门称，是帕夫利克的祖父杀死了他。但德鲁日尼科夫则表示，他的祖父为帕夫利克的死感到伤心欲绝，并在帕夫利克失踪时组织了搜索工作，且在庭审时一直坚称自己是无辜的。虽然没有明言，但德鲁日尼科夫暗示，帕夫利克实际上是被格别乌的人杀害的，而德鲁日尼科夫在进行研究的过程中还曾见过这名凶手。德魯日尼科夫從1980年代開始調查，發現事件起因其實是帕夫利克的父親離開了他的母親，而另結新歡，嫉妒和憤怒的母親一直向帕夫利克灌輸對丈夫仇恨，派他告發，報復了自己的父親。而帕夫利克則是一個智力遲鈍的孩子。
凯特丽奥娜·凯利在其于2005年出版的《帕夫利克同志：一位苏维埃孩子英雄的崛起和陨落》一书中肯定了德鲁日尼科夫的观点，即有关帕夫利克的官方版本故事几乎完全是虚构的，支撑这一故事的证据十分粗糙，且几乎完全依赖于那些自称为目击者的二手报道。另外，帕夫利克也从未告发过他的父母，而是其被杀也仅仅是一起普通的争吵的结果。凯利还在书中展示了官方的故事版本是怎样转移重点，以使其符合变化的时代和宣传需要：在有的故事版本中，帕夫利克的父亲的罪行并非伪造文件，而是囤积粮食；在另一些故事版本中，帕夫利克并未向秘密警察进行举报，而是告诉了学校的老师。在有的版本中，帕夫利克是被人用锯子斩首。一张流传下来的照片显示，帕夫利克是个营养不良的孩子，与塑像和儿童读物中的图画上的形象全无相似之处。另外，帕夫利克还被称几乎是一个文盲，而他则是在他的父亲抛弃了家庭之后，被母亲逼迫去告发其父的。 
凯利还接触到了关于此事的官方档案。她表示，帕夫利克不太可能像德鲁日尼科夫所说的那样被格别乌杀害。德鲁日尼科夫指控凯利大量抄袭他的书，并“依赖于那些允许她查看档案的人”，比如俄罗斯联邦安全局的雇员，而格别乌正是俄罗斯联邦安全局的前身。 凯利则用俄文发表了长篇的回应。
根据最近的研究，格拉西莫夫卡村被苏联媒体宣传为“古拉格的温床”，因为在苏联农业集体化期间，所有村民都拒绝加入国家控制的集体农庄。帕夫利克则举报他的邻居们，并举报了因为别的女人而抛弃家庭的父亲。虽然帕夫利克十分渴望加入少先队，但他并非是一名少先队员。此外，也没有证据表明其家人参与了对帕夫利克的谋杀；杀死帕夫利克的真正凶手很可能是为一杆枪而与帕夫利克发生口角的其他年轻人。 